# 伯颜 (回回人)
伯颜（13世纪？—1307年），元朝官员，回回人，赛典赤·赡思丁之孙，纳速剌丁之长子，原名阿不别克儿。
伯颜官至河南行省平章政事。至元三十年（1293年），入朝拜为中书省平章政事。大德七年（1303年），受朱清、张瑄的贿赂，被御史弹劾，罢官。次年，以本官起复。大德十年（1306年），再次罢官。大德十一年（1307年），元成宗驾崩，他和左丞相阿忽台计划拥立安西王阿难答，失败后被元仁宗所杀。其弟赛典赤·乌马儿。